# Legally Blonde (musikal)
Legally Blonde är en amerikansk musikal från 2007, med manus av Heather Hach samt med musik och sångtexter av Laurence O'Keefe och Nell Benjamin. Musikalen är baserad på romanen och filmen med samma namn. I filmen spelas huvudrollen Elle Woods av skådespelerskan Reese Witherspoon.

## Svenska uppsättningar
En professionell uppsättning av Legally Blonde sattes upp 2011 på Nöjesteatern i Malmö. Producent var Julius Malmström och regissör var Anders Albien. I rollerna:
- Elle Woods - Kaisa Hammarlund
- Professor Callahan - Jan Malmsjö
- Warner Huntington III - Linus Wahlgren
- Emmet Forrest - Andreas Lundstedt
- Paulette - Nina Pressing
- Vivienne - Linda Holmgren
- Brooke Wyndham/Shandi - Kristin Berg
- Serena - Malin Sjöquist Biancale
- Margot - Sara Englund
- Pilar - Laila Adèle
- Veronica/Enid - Katarina Elmberg Jonsson
- Kate/Chutney - Annika Herlitz
- Padamadam/Nikos - Joachim Maathz
- Gabby/Stenograf/Sabrina - Caroline Sehm
- Lowell/Nikos - Henrik Jessen
- Cece/Åklagare - Charlotte Zettergren
- Kyle/Pforzheimer - Johan Lundberg
- Domare/Butikschef - Anna G Jansson
- Pappa/Winthrop/Reporter - Magnus Borén
- Kicki/Leilani - Aimee Wentzel
- Aaron/Vakt - Kristoffer Hellström
- Mamma/Whitney/Courtney - Kristina Hahne
- Grandmaster Chad/Dewey - Simon Laufer
- Swing - Alexandra Johannesson

Utöver ovan listade artister medverkade även flera hundar på scen.